# Onegai☆Twins
Onegai☆Twins (おねがい☆ツインズ?) es una serie de anime que narra la historia de tres estudiantes huérfanos, que descubren que existe la posibilidad que dos de ellos sean hermanos gemelos, sin saber cuáles de ellos son, de esta manera, comienzan a vivir juntos para así poder descubrir la verdad.
Onegai Twins está situada en el mismo universo y espacio geográfico, con unos años de diferencia que Onegai Teacher, por lo que puede calificarse como un spin-off.

## Historia
Hace un año fue la última vez que se dio la noticia de un gran avistamiento de ovnis en Japón (este sucede al final del OVA de la serie Onegai Teacher, cuando la madre de Mizuho despega frente a todo el mundo). Para Maiku Kamishiro no es algo relevante, pero durante las noticias reconoce, en una entrevista a los lugareños, los paisajes de fondo en el lugar del avistamiento. En ellos ve la casa donde él y su hermana gemela, a quien nunca ha visto, se supone nacieron y vivieron con sus padres por algunos meses antes de ser dados en adopción por separado y que solo conoce por la foto en ambos salen bañándose en una piscina. Por ello se independiza y se va a vivir al pueblo de las montañas donde fue el avistamiento, rentando la casa en que nació, estudiando y trabajando como programador para ganarse la vida.
Un día, mientras se dirige a la escuela, ayuda a una joven de su edad con la que un sujeto intenta propasarse. Esa tarde, mientras trabaja en su casa llaman a la puerta, resulta ser la misma joven llamada Miina Miyafuji, ella le muestra una copia de la foto que él posee, diciéndole que también ha visto el reportaje y que busca a su familia, a pesar de todo Maiku está receloso, especialmente porque ella desea quedarse a vivir con él ya que no tiene un lugar donde volver, por lo que se esfuerza en mostrarse como alguien útil. Esa noche, nuevamente golpean a la puerta; esta vez es una joven llamada Karen Onodera, quien relata la misma historia y muestra su respectiva copia de la foto, igualmente no tiene un hogar y por su mala salud Maiku le permite a ella y a Miina quedarse esa noche en su casa.
Ahora Maiku, Miina y Karen deben vivir juntos intentando descubrir quién es la hermana de Maiku y quién no, ya que poco a poco, se irán despertando sentimientos en ellos contra los que pelearán antes de poder saber la verdad.

## Personajes
Maiku Kamishiro (マイク神城 Kamishiro Maiku?)
Seiyū: Daisuke Namikawa
Es el protagonista masculino de la serie, un joven muy retraído y frío hacia todo el mundo, marcado por una dura infancia, es de trato brusco e impersonal con todos. Destaca por su habilidad en la programación, ya que a pesar de su edad, es capaz de diseñar programas que hacen sus servicios muy cotizados para empresas y organizaciones, por lo que rara vez no está trabajando contra los plazos. Su principal característica física es su cabello púrpura y sus ojos azules (algo por lo visto bastante inusual), por lo que se cree que uno de sus padres era europeo. 
En el fondo es una persona que no soporta el dolor de otros y está ansioso de tener a alguien que lo saque de la soledad, es por ello que cuando Karen y Miina llegan a su casa sin un lugar al que volver, las acoge, aunque no cambia el brusco trato que tiene hacia ellas en apariencia. En algunas traducciones, su nombre conserva la pronunciación asiática, por lo que es traducido como Maiku; en otras se traduce directamente como Mike (que en japonés se pronuncia Maiku).
Miina Miyafuji (深衣奈宮藤 Miyafuji Miina?)
Seiyū: Mai Nakahara
Es una de las protagonistas femeninas de la serie, al igual que Maiku tiene los ojos azules, por lo que cree que es su pariente. Guarda en secreto su pasado; sólo se sabe que se lesionó una rodilla y que vivió en una institución por mucho tiempo. Conoció a Maiku cuando en la carretera, el hombre que la había recogido intentó aprovecharse de ella y Maiku la ayudó. Junto con Karen crean el "pacto de amor", en el cual se comprometen a lealtad entre ellas ante el nuevo amor que sienten por Maiku y la duda sobre la relación que poseen los tres. Su cabello es corto, rosa y posee una personalidad abierta y alegre, por lo demás es idéntica a Karen, lo que no ayuda en mucho para saber la verdad.
Karen Onodera (カレン小野寺 Onodera Karen?)
Seiyū: Ai Shimizu
Es una tímida joven de largo cabello verde y ojos azules; su personalidad contrasta en oposición con la de Miina; cuando un tema sube de tono o se siente muy emocionada, generalmente se desmaya después de decir "nyu", lo que le sucede muy a menudo. Antes vivía con su padre adoptivo quién no le permitía viajar a buscar a su familia por miedo a sus desmayos. Un día, su pariente le autorizó a realizar el viaje hasta la casa donde vive Maiku, debido en parte a que a su empresa le empezó a ir mal. Eso afectaba a su humor, haciéndole caer en una depresión. Juzgando que era mejor para ella, le permitió marcharse. Es la primera en enterarse de la relación familiar de los tres.

## Lista de Episodios
| #   | Título                                                                               | Estreno                  |
| --- | ------------------------------------------------------------------------------------ | ------------------------ |
| 01  | «¿Tres gemelos?» «Futago ga sannin?» (双子が3人？)                                   | 15 de julio de 2003      |
| 02  | «Podemos ser parientes» «Rinsetsu kamoshirenai» (肉親かもしれない)                   | 22 de julio de 2003      |
| 03  | «Podemos ser desconocidos» «Tanin kamoshirenai» (他人かもしれない)                   | 29 de julio de 2003      |
| 04  | «Sincero contigo» «Kimi ni yasashiku» (きみにやさしく)                               | 5 de agosto de 2003      |
| 05  | «¿Te gustan las chicas?» «Onnanoko wa suki desu ka?» (女の子は好きですか？)          | 19 de agosto de 2003     |
| 06  | «Alianza del amor» «Ren'ai doumei» (恋愛同盟)                                        | 26 de agosto de 2003     |
| 07  | «Creando recuerdos» «Omoidezukuri» (おもいでづくり)                                  | 2 de septiembre de 2003  |
| 08  | «Se honesto en el amor» «Koi wa sunao ni» (恋は素直に)                               | 9 de septiembre de 2003  |
| 09  | «No me dejes fuera» «Nukegake shinaide» (ぬけがけしないで)                           | 16 de septiembre de 2003 |
| 10  | «Una vez más quiero huir» «Mou ichido hashiritai» (もういちど走りたい)               | 30 de septiembre de 2003 |
| 11  | «Quiero decirte que te quiero» «Anata ni suki to tsutaetai» (あなたに好きと伝えたい) | 7 de octubre de 2003     |
| 12  | «Somos tres hermanos» «Sannin de tsuinzu» (人でツインズ)                             | 14 de octubre de 2003    |
| OVA | «El verano no acaba» «Natsu wa owaranai» (夏は終わらない)                            | 23 de abril de 2004      |

## Media

### Anime
La serie de anime Onegai Twins, escrita por Yōsuke Kuroda, dirigida por Yasunori Ide y producida por Bandai Visual fue emitida en Japón en el canal por satélite WOWOW entre el 15 de julio de 2003 y el 14 de octubre de 2003. Son un total de 12 episodios y un episodio OVA que continua la historia, aunque fue emitida en DVD el 23 de abril de 2004.

#### Banda sonora
- Opening: Second Flight por KOTOKO y Hiromi Satō.
- Ending: Asu E no Namida por Mami Kawada.

### Novela ligera
Onegai Teacher fue posteriormente adaptada a una novela ligera, realizada por Gō Zappa e ilustrada por Taraku Uon y Hiroaki Gōda. Fue publicada en Japón por Media Works en 2004. Después fue lincenciada en USA por ComicsOne y publicada en dos volúmenes en el año 2005.
La novela relata distintos momentos que no ocurrieron en el anime y omite otros que si ocurrieron.

### Manga
Posteriormente también se adaptó a un manga de un solo volumen realizado por Arikan, la cual fue publicada en Dengeki Daioh, revista de Media Works, en septiembre del 2005. El manga ha sido licenciado en USA por ComicsOne y publicado en el 2006.

### CD drama
También hay un CD drama titulado Onegai Friends la cual narra una tercera historia (de temática shoujo ai) sobre dos amigas y compañeras de clase y los sentimientos entre ellas.